# Jervisbaai
De Jervisbaai is een grote baai voor de kust van de Australische staat New South Wales en het Jervisbaaiterritorium.